# Boda real de la princesa Ana del Reino Unido con Mark Phillips
La boda de la Princesa Ana (más tarde Ana, Princesa Real) y Mark Phillips tuvo lugar el miércoles 14 de noviembre de 1973 en la Abadía de Westminster en Londres, Reino Unido. La princesa Ana es la única hija y el segundo hijo de la reina Isabel II y el príncipe Felipe de Edimburgo, mientras que Mark Phillips es un oficial de caballería retirado del ejército británico y un hábil jinete y ecuestre.

## Compromiso
Ana conoció a su futuro esposo Mark Phillips en una fiesta para amantes de los caballos en 1968. Ambos eran jinetes competitivos, Anne ganó el premio a la Personalidad Deportiva del Año de la BBC en 1971 después de su victoria en el Campeonato Europeo de Concurso Completo de ese año,  y Phillips ganó una medalla de oro. medalla en los Juegos Olímpicos de 1972. Su compromiso se anunció el 29 de mayo de 1973. Phillips le regaló a Ana un anillo de compromiso de Garrard hecho de zafiro y diamante.

## La boda
El día de la boda, que coincidía con el vigésimo quinto cumpleaños de su hermano mayor, el Príncipe de Gales, fue declarado feriado bancario especial y una audiencia global estimada de 500 millones vio la ceremonia en la Abadía de Westminster, con grandes multitudes llenando las calles en la día de la boda.  En el Reino Unido, 27,6 millones de personas sintonizaron para ver el evento.  Aunque Phillips era técnicamente un teniente en el ejército en el momento del matrimonio, también era un capitán en funciones y tenía el estilo como tal. La Princesa Ana estuvo acompañada a la ceremonia en el Glass State Coach por su padre, el Duque de Edimburgo. La Reina, la Reina Madre, el Príncipe de Gales y el Príncipe Andrés de York llegaron en el Scottish State Coach. La ceremonia contó con muchos aspectos ceremoniales, incluido el uso de los carruajes estatales y los roles de la Caballería Doméstica, la Guardia Irlandesa y la Guardia Coldstream.  Para la ceremonia se preparó un pastel de bodas alto y helado con gradas de plata.  Los niveles del pastel se formaron en forma de hexágono, y se colocó encima "una estatua de una jockey saltando una valla" como tributo a la carrera de Anne como ecuestre.
El servicio fue una boda real tradicional dirigida por Michael Ramsey, el Arzobispo de Canterbury. De acuerdo con la tradición, el anillo de bodas de Ana se elaboró con oro galés.  La tradición de usar oro galés en los anillos de boda de la Familia Real se remonta a 1923. Después del servicio, la pareja regresó al Palacio de Buckingham para la tradicional aparición en el balcón y un almuerzo de bodas. Por la noche, se hospedaron en el White House Lodge en Richmond Park antes de irse de luna de miel a bordo del Royal Yacht Britannia, recorriendo los océanos Atlántico y Pacífico.  La ceremonia de la boda fue recibida positivamente por el público que se reunió en las calles para celebrar la ocasión.  La BBC obtuvo los derechos para transmitir el evento.

### El vestido
Ana lució un "vestido de novia estilo Tudor bordado, con cuello alto y mangas de influencia medieval". El vestido era de cuello alto y cintura alta. Fue diseñado por Maureen Baker, diseñadora jefe de Susan Small. Ana usó un par de aretes de racimo de diamantes y su cabello estaba "ligeramente peinado hacia arriba, con volumen de colmena". La tiara Queen Mary Fringe aseguró su velo. Phillips vestía el uniforme de gala de su regimiento, Queen's Dragoon Guards.

### Padrinos, damas de honor y pajes
El capitán Eric Grounds fue el padrino del novio. La Dama de honor de la princesa Ana era su prima de nueve años, Lady Sarah Armstrong-Jones, hija de la princesa Margarita del Reino Unido, mientras que su paje era su hermano de nueve años, el príncipe Eduardo..

## Asistentes
Asistieron 1500 personas, entre los cuales se destacan:

### Familia real británica
- La reina Isabel II del Reino Unido con su esposo, el príncipe Felipe de Edimburgo, padres de la novia, acompañado por su madre, la reina madre y sus hijos, el príncipe Carlos, el príncipe Andrés y el príncipe Eduardo.
- La princesa Margarita del Reino Unido, acompañada por su entonces esposo, Antony Armstrong-Jones y sus hijos, Sarah Chatto y David Armstrong-Jones.
- La duquesa de Gloucester, acompañada por su hijo, el duque Ricardo de Gloucester y su nuera, la duquesa Brígida de Gloucester.

### Casas reales extranjeras
- Noruega: el príncipe Harald, acompañado por su esposa, la princesa Sonia, en representación de su padre, el rey Olaf V de Noruega.
- Mónaco: el príncipe Rainiero III, acompañado por su esposa, la Serenísima Alteza Real, Grace de Mónaco.
- el rey Constantino II de Grecia, acompañado por su esposa la reina Ana María de Dinamarca.